# Achbach (Weißenbach)
Der Achbach, aufgrund seiner geringen Größe auch Achbachbächlein bzw. Achbächlein genannt, ist ein rechter Zufluss des Weißenbachs im Kobernaußer Wald. Er verläuft im Bezirk Braunau am Inn im oberösterreichischen Innviertel.

## Verlauf
Der Achbach entspringt im Kobernaußer Wald im Gemeindegebiet von St. Johann am Walde, ungefähr 1 Kilometer von der Quelle des Weißenbachs und 4 Kilometer von der Quelle des Schwemmbachs entfernt. Südlich erhebt sich der Saustallberg (701 m ü. A.). Der Achbach fließt anfangs in südwestliche Richtung, in seinem Mittellauf knickt er schließlich gänzlich nach Süden ab und durchfließt anschließend die Achbachklause. Nach kurzem Lauf mündet der Achbach nur unmittelbar vor der Grenze zu Schneegattern in den von Nordwesten kommenden Weißenbach ein. Er bildet seinen wichtigsten Zubringer.